# Fatih Alpaslan
Fatih Alpaslan (* 25. Februar 2000) ist ein türkischer Leichtathlet, der sich auf das Kugelstoßen spezialisiert hat und gelegentlich auch im Diskuswurf an den Start geht.

## Sportliche Laufbahn
Erste internationale Erfahrungen sammelte Fatih Alpaslan im Jahr 2019, als er bei den U20-Europameisterschaften in Borås mit 17,57 m und 47,58 m jeweils in der Qualifikationsrunde im Kugelstoßen und im Diskuswurf ausschied. 2021 belegte er bei den Balkan-Meisterschaften in Smederevo mit 17,24 m und 51,44 m jeweils den achten Platz, ehe er bei den U23-Europameisterschaften in Tallinn mit 16,90 m und 49,58 m jeweils in der Vorrunde ausschied. 2023 gelangte er bei den Balkan-Meisterschaften in Kraljevo mit 17,23 m auf den neunten Platz im Kugelstoßen und im Jahr darauf belegte er bei den Balkan-Hallenmeisterschaften in Istanbul mit 17,40 m den siebten Platz. Ende Mai wurde er bei den Balkan-Meisterschaften in Izmir mit 17,41 m Zehnter. 2025 schied er bei den World University Games in Bochum mit 17,26 m in der Vorrunde aus, ehe er wenige Tage darauf bei den Balkan-Meisterschaften in Volos mit 17,34 m auf Rang elf gelangte.
2023 wurde Alpaslan türkischer Meister im Kugelstoßen im Freien sowie 2024 in der Halle.

## Persönliche Bestleistungen
- Kugelstoßen: 18,72 m, 20. Januar 2024 in Istanbul
- Diskuswurf: 55,04 m, 23. Mai 2021 in Bursa